# Cornelia Wusowski
Cornelia Wusowski (* 1946 in Fulda) ist eine deutsche Schriftstellerin und Autorin mehrerer historischer Romane. Sie absolvierte ein Studium der Politischen Wissenschaften am Otto-Suhr-Institut der Universität Berlin, das sie 1971 mit einem Diplom abschloss. Bis 2009 arbeitete sie im höheren Verwaltungsdienst. 1993 erschien beim Münchner Schneekluth Verlag ihr erster historischer Roman Die Familie Bonaparte, dem weitere Romanbiografien folgten. Ihr Wissen über Geschichte hat sie sich im Schulunterricht und durch private Recherchen angeeignet.

## Schriften
- Die Familie Bonaparte. Schneekluth, München 1993, ISBN 3-7951-1308-3.
- Elisabeth I. Schneekluth, München 1996, ISBN 3-7951-1339-3.
- Katharina von Medici. Schneekluth, München 2001, ISBN 3-7951-1567-1.
- Friedrich der Große: der ungeliebte Sohn. Knecht, Frankfurt 2007, ISBN 3-7820-0904-5.
- Friedrich der Große: der einsame König. Knecht, Frankfurt 2008, ISBN 978-3-7820-0906-5.
- Die Leidenschaft der Hugenottin. Gmeiner, Meßkirch 2014, ISBN 978-3-8392-1503-6.
- Katharina die Große: Herrscherin aller Russen. Südverlag, Konstanz 2022, ISBN 978-3-878-00147-8